# 사카타 레이야
사카타 레이야(일본어: 阪田 澪哉, 2004년 5월 11일~)는 일본의 축구 선수이다.

## 구단 경력
그는 2023년 J1리그의 세레소 오사카에 입단했다.